# Lepidophyma
Lepidophyma es un género de lagartos que pertenecen a la familia Xantusiidae. Agrupa a 22 especies reconocidas que se distribuyen en México y América Central.

## Taxonomía
Se reconocen las siguientes especies:
- Lepidophyma chicoasensis Álvarez & Valentín, 1988 - Lagarto nocturno de Chicoasén.
- Lepidophyma cuicateca Canseco-Márquez et al., 2008 - Lagarto nocturno del Valle de Cuicatlán.
- Lepidophyma dontomasi (Smith, 1942) - Lagartijo nocturno oaxaqueño.
- Lepidophyma flavimaculatum Duméril, 1851 - Lagarto nocturno de puntos amarillos.
- Lepidophyma gaigeae Mosauer, 1936 - Lagarto nocturno de Tamazunchale.
- Lepidophyma inagoi Palacios-Aguilar et al., 2018[3] - Lagarto nocturno de Guerrero
- Lepidophyma jasonjonesi Grünwald et al., 2023.[4] - Lagarto nocturno de Jones, Lagarto nocturno de Ciudad Victoria.
- Lepidophyma lineri Smith, 1973 - Lagarto nocturno de la Sierra Madre del Sur.
- Lepidophyma lipetzi Smith & del Toro, 1977 - Lagarto nocturno de la Sierra Madre del Sur.
- Lepidophyma lowei Bezy & Camarillo, 1997 - Lagarto nocturno de la Sierra de Juárez.
- Lepidophyma lusca Arenas-Moreno et al., 2021 - Lagarto nocturno de la Huasteca.[5]
- Lepidophyma mayae Bezy, 1973 - Lagarto nocturno maya.
- Lepidophyma micropholis Walker, 1955 - Lagarto nocturno de Cueva.
- Lepidophyma occulor Smith, 1942 - Lagarto nocturno de Jalpan.
- Lepidophyma pajapanensis Werler, 1957 - Lagarto nocturno de Pajapan.
- Lepidophyma radula (Smith, 1942) - Lagarto nocturno de Yautepec.
- Lepidophyma ramirezi Lara-Tufiño & Nieto-Montes de Oca, 2022[6] - Lagarto nocturno de Malpaso.
- Lepidophyma reticulatum Taylor, 1955 - Lagarto nocturno de Costa Rica.
- Lepidophyma smithii Bocourt, 1876 - Lagarto nocturno del sureste.
- Lepidophyma sylvaticum Taylor, 1939 - Lagarto nocturno de montaña.
- Lepidophyma tarascae Bezy et al., 1982 - Lagarto nocturno tarasco.
- Lepidophyma tuxtlae Werler & Shannon, 1957 - Lagarto nocturna de Los Tuxtlas.
- Lepidophyma zongolica García-Vázquez et al., 2010 - Lagarto nocturno de Zongolica.